# Phare de Camogli
Le phare de Camogli (en italien : Faro di Camogli (molo esterno)) est un phare actif situé à l'extrémité du brise-lames extérieur du port de Camogli une commune de Ville métropolitaine de Gênes, dans la région de Ligurie en Italie. Il est géré par la Marina Militare.

## Histoire
Le premier phare était un poteau métallique portant une lumière. Il a été remplacé, en 1950, par le phare actuel. Il a été endommagé à plusieurs reprises par la fureur de la mer mais a toujours été reconstruit. Dans la nuit du 16 décembre 2011, une violente tempête a emporté la lanterne. Le phare est alimenté par une unité solaire et est entièrement automatisé.

## Description
Le phare  est une tour cylindrique en béton de 5 m de haut, avec galerie et lanterne. La tour est totalement peinte en blanc et le dôme de la lanterne est gris métallique. Il émet, à une hauteur focale de 11 m, un éclat blanc d'une secondes= toutes les 3 secondes. Sa portée est de 9 milles nautiques (environ 17 km).
Identifiant : ARLHS : ITA-189 ; EF-1671 - Amirauté : E1236 - NGA : 7624 .

## Caractéristiques dufeu maritime
Fréquence : 3 s (W)
- Lumière : 1 seconde
- Obscurité 2 secondes

|                       |
| Brime-lamesde Camogli |

|          |
| Le phare |